# Kyabobo-Nationalpark
Koordinaten: 8° 25′ 0″ N, 0° 37′ 0″ O
Der Kyabobo-Nationalpark (engl. Kyabobo National Park) ist ein 35.980 Hektar großer Nationalpark in Ghana.

## Lage
Der seit 1993 bestehende Nationalpark befindet sich an der Staatsgrenze zu Togo im Osten des Landes, etwa 320 Kilometer (Luftlinie) nordöstlich der Hauptstadt Accra und etwa 200 Kilometer nördlich der Stadt Ho in der Oti Region im Nkwanta District.

## Beschreibung
Das Schutzgebiet wurde 1997 auf Beschluss der ghanaischen Regierung gegründet. Ghanas zweithöchster Berg, der Mount Dzebobo, ist einbezogen und bietet dem Besucher einen Ausblick auf den Volta-See. Östlich schließt sich der togoische Nationalpark Fazao-Malfakassa an.
Naturräumlich befindet sich der Park in einer Übergangszone zwischen tropischem Regenwald und Baumsavanne.
Neben der hier anzutreffenden Tierwelt, insbesondere den Elefanten, Büffeln, Affen, vielfältigen Vögeln und Schmetterlingen liegt die Besonderheit dieses Parks in der Vielzahl von Wasserfällen, die sich von der togolesischen Seite nach Ghana stürzen.

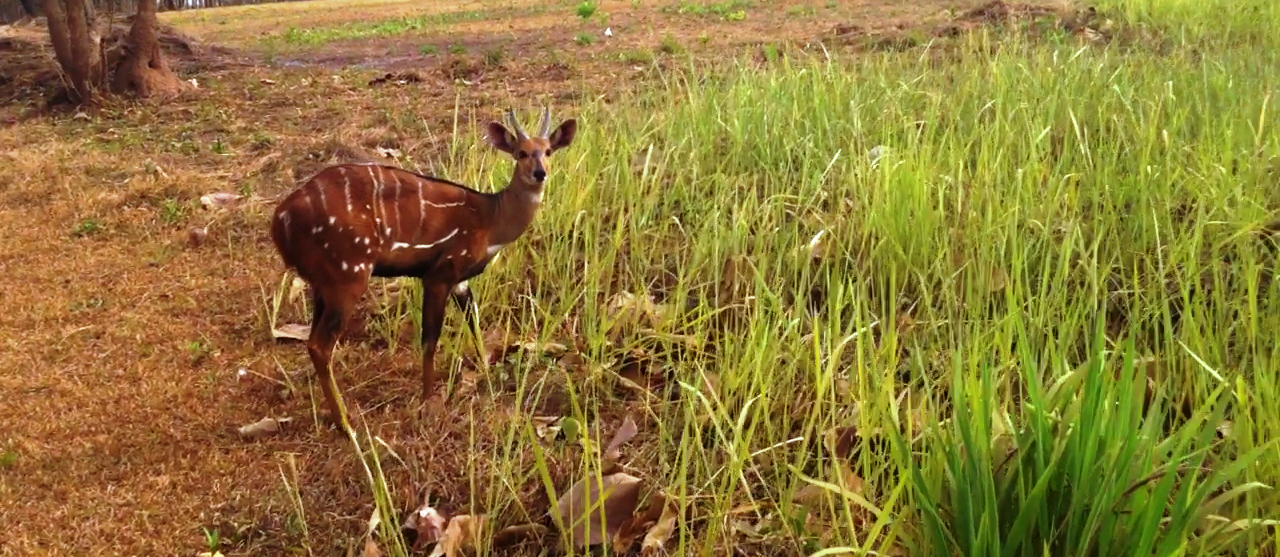
Kyabobo National Park
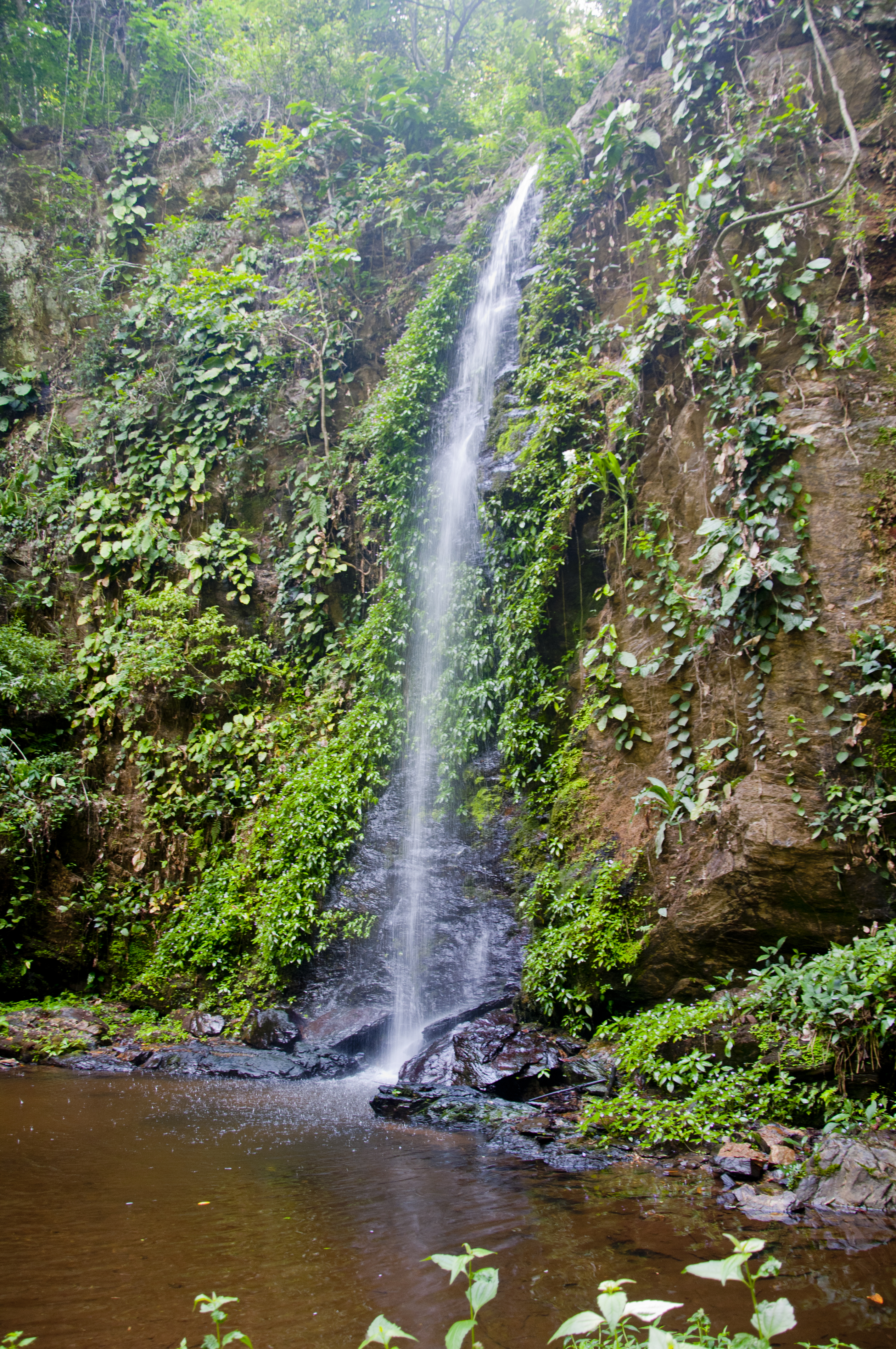
Kleiner Wasserfall im Nationalpark
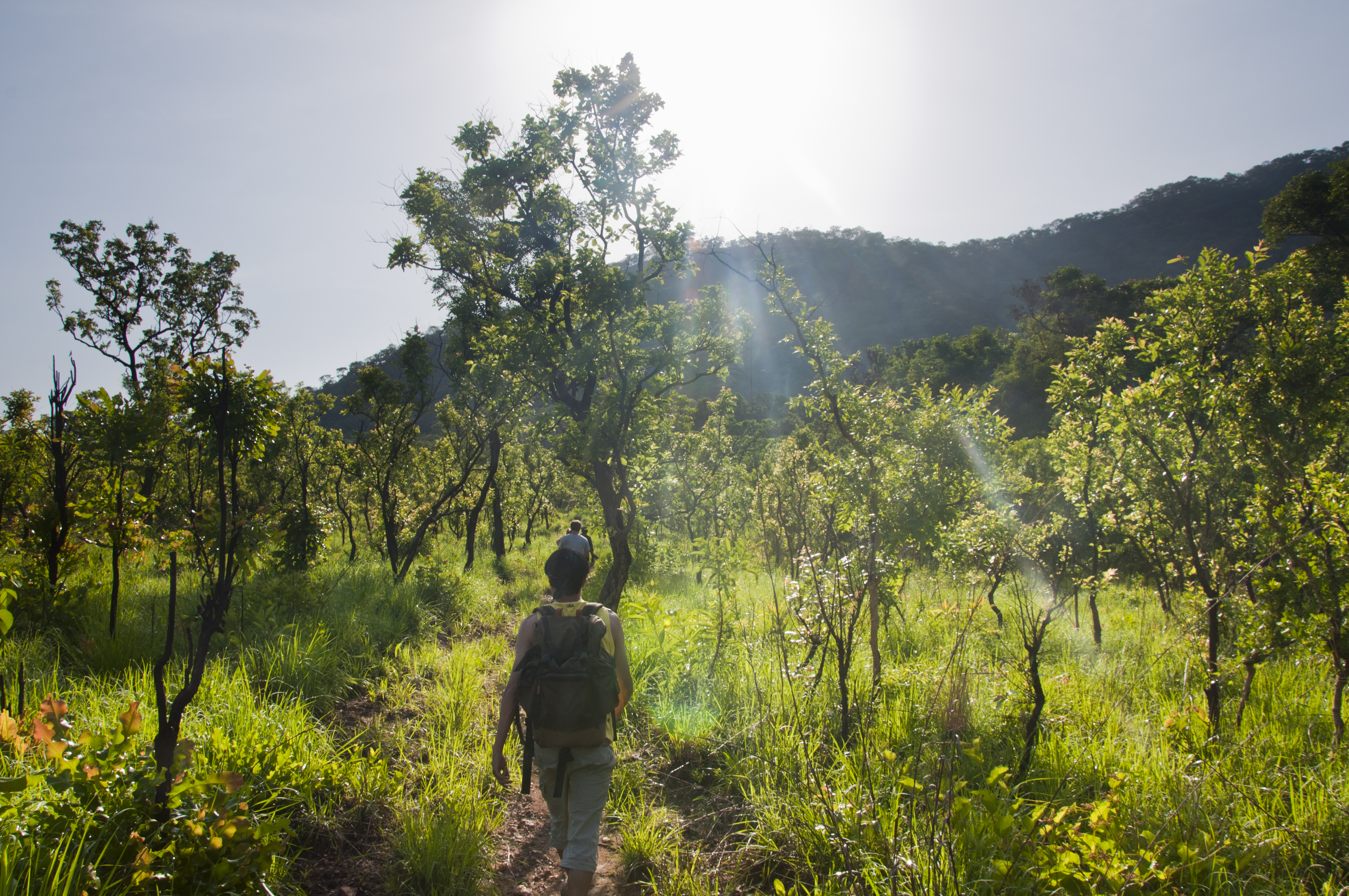
Wandern im Nationalpark